# Pablo Armero
Pablo Estifer Armero (født 2. november 1986 i Turnaco, Colombia) er en colombiansk fodboldspiller (venstre back). Han spiller hos América de Cali i sit hjenland.
Armero startede sin karriere i hjemlandet hos América Cali, inden han i 2009 rejste til Brasilien for at spille for São Paulo-storklubben Palmeiras. Året efter skiftede han til Udinese i Italien, hvor han allerede året efter blev udtaget til årets hold i Serie A.
Armero skiftede i 2013 til SSC Napoli. I forårshalvåret 2014 var han udlejet til West Ham United i den engelske Premier League. I sommeren 2014 skiftede han til AC Milan.

## Landshold
Armero har (pr. marts 2018) spillet 58 kampe og scoret to mål for Colombias landshold, som han debuterede for 30. april 2008 i et opgør mod Venezuela. Han var en del af den colombianske trup til VM i 2014 i Brasilien.